# Саламбо (пирожное)
Саламбо (фр. salammbô, salambo, salambô) — десерт французской кухни, пирожное (гато) из заварного теста. Саламбо по размеру меньше, чем эклер, но больше, чем профитроль. Саламбо выпекают в духовке, помещают внутрь кондитерский крем, после чего верхнюю часть глазируют помадкой и украшают шоколадной стружкой. 
Считается, что название кондитерского изделия происходит от имени главной героини романа «Саламбо» (1862) французского писателя Гюстава Флобера. По другой версии, пирожное получило название после успеха оперы французского композитора Луи Этьена Эрнеста Рейера «Саламбо» (1890), созданной на основе романа. 
Известно, что торговая марка «Саламбо», связанная с продажей тортов и печенья, была зарегистрирована после премьеры оперы. 
Другое название пирожного — гланд, происходит от его формы, напоминающей жёлудь (фр. gland).   